# 마조프셰주

마조프셰주의 위치

마조프셰주(폴란드어: Województwo mazowieckie)는 폴란드 중동부에 위치한 주로, 주도는 바르샤바(폴란드의 수도이기도 함)이며 면적은 35,579km2, 인구는 5,164,612명(2006년 기준, 도시 인구: 3,343,231명, 농촌 인구: 1,821,381명), 인구 밀도는 150명/km2이다. 5개 도시군과 37개 농촌군, 314개 그미나(지방 자치체)를 관할한다. 북쪽으로는 바르미아마주리주, 북동쪽으로는 포들라스키에주, 남동쪽으로는 루블린주, 남쪽으로는 시비엥토크시스키에주, 남서쪽으로는 우치주, 북서쪽으로는 쿠야비포모제주와 접한다. 폴란드에서 면적이 가장 크고 인구가 가장 많은 주이다.
1999년 1월 1일 행정 구역 개편에 따라 신설되었으며 주 명칭은 이 지역의 오랜 이름인 마조프셰(Mazowsze)를 따서 지어졌다. 바르샤바에서 서쪽으로 약 54km 떨어진 젤라조바볼라(폴란드어: Żelazowa Wola)라는 작은 마을안에는 프레데릭 쇼팽의 생가가 있다. 프레데릭 쇼팽이 1810년에 태어난 곳이었으나 제2차 세계 대전 중에 파괴되었다가 복구되었다. 지금은 박물관으로 개조되어 쇼팽의 사진과 악보, 악기, 가구 등을 전시하고 있다. 여름철에는 쇼팽을 기념하는 피아노 콘서트가 열린다.

주기
주 문장

## 행정 구역

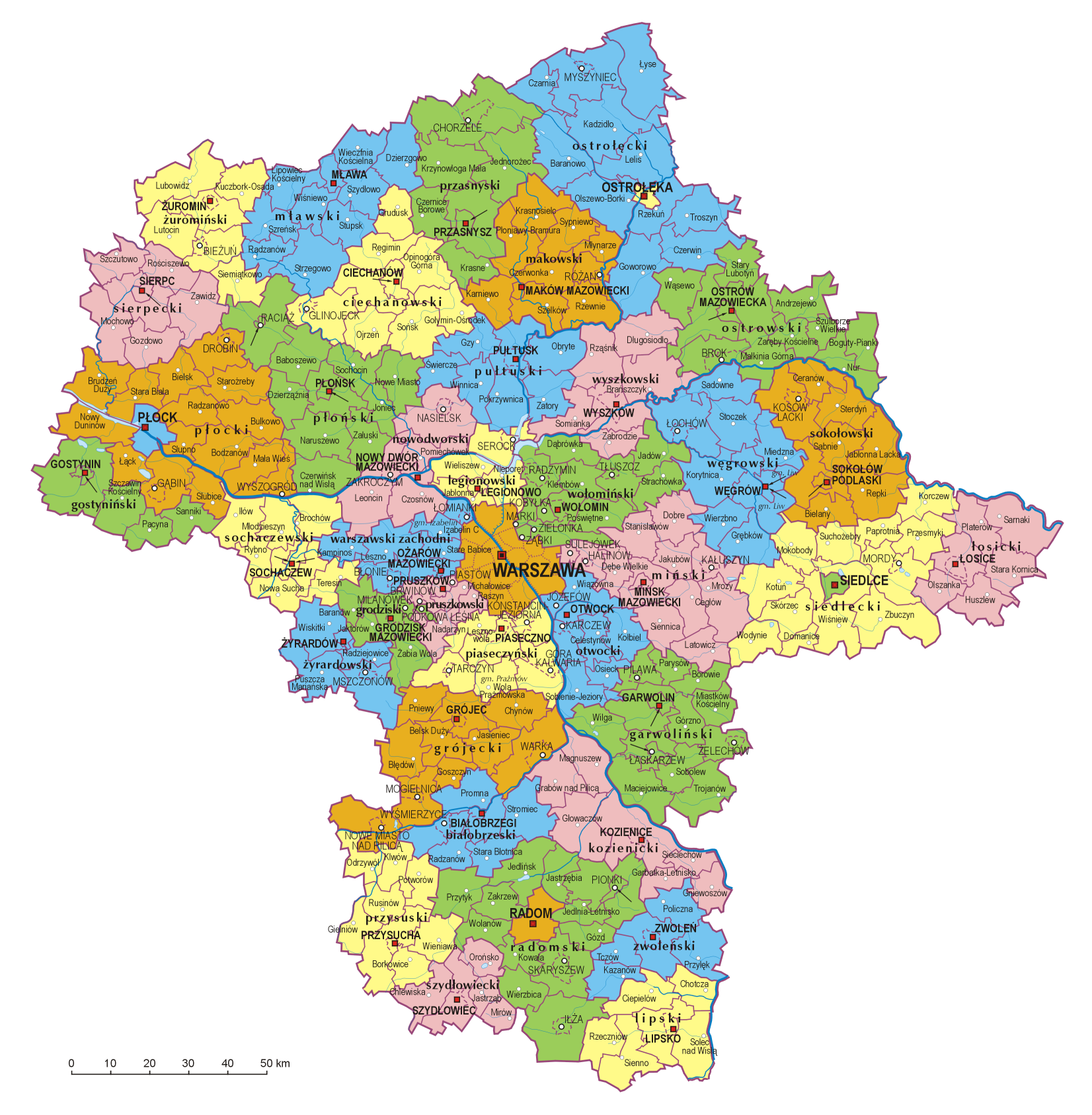
마조프셰주의 행정 구역

### 도시군
- 바르샤바 (주도)
- 오스트로웽카
- 프워츠크
- 라돔
- 시에들체

### 농촌군
- 비아워브제기군
- 치에하누프군
- 가르볼린군
- 고스티닌군
- 그로지스크군
- 그루예츠군
- 코지에니체군
- 레기오노보군
- 립스코군
- 워시체군
- 마쿠프군
- 민스크군
- 므와바군
- 노비드부르군
- 오스트로웽카군
- 오스트루프군
- 오트보츠크군
- 피아세치노군
- 프워츠크군
- 프원스크군
- 프루슈쿠프군
- 프샤스니시군
- 프시수하군
- 푸우투스크군
- 라돔군
- 시에들체군
- 시에르프츠군
- 소하체프군
- 소코우프군
- 시드워비에츠군
- 서바르샤바군
- 벵그루프군
- 보워민군
- 비슈쿠프군
- 주로민군
- 즈볼렌군
- 지라르두프군